# 大島弘明
大島 弘明（おおしま ひろあき、1964年 - ）は、日本の経済学者。専攻は、物流事業経営論。流通経済大学流通情報学部教授。前・株式会社NX総合研究所常務取締役。東京都板橋区出身。

## 経歴
- 1988年 - 日本大学理工学部卒業[4]
- 1988年
  - 株式会社日通総合研究所 入社
  - トラック輸送を中心とする、物流分野の労働・安全衛生に関する調査・研究や、物流分野の業務改善に向けたコンサルティングなどに従事。
- 2016年 - 同社 リサーチ＆コンサルティングユニット リーダー[5]
- 2018年 - 同社 取締役
- 2023年 - 株式会社NX総合研究所 常務取締役
- 2024年 - 流通経済大学流通情報学部 教授（4月より）

## 著書
単著
- 『ドライバー不足に挑む!』（2020年・輸送経済新聞社）

共著
- 『アジアの物流-現状と課題- 』（1997年・慶應義塾大学出版会）、ISBN 978-4766406733
- 『現代の新都市物流』（2005年・森北出版）、ISBN 978-4627495814
- 『都市の物流マネジメント』（2006年・勁草書房）、ISBN 978-4326548125

ほか

## 論文
- 「物流の2024年問題 ドライバー不足問題の倉庫業への影響と対応 物流革新に向けた政策パッケージやガイドラインへの取り組み」（『倉庫』2023年2巻、日本倉庫協会、pp.6-15、2023年）CRID 1520299086521912576
- 「運送事業者はまず現場の見える化を 荷主が物流危機に取り組むフェーズへ 2024年問題に備え 荷主・運送事業者の意識変革を提言」（『マテリアルフロー』64巻6号、流通研究社、pp.58-65、2023年）CRID 1520859757888036480
- 「物流のいま 近未来の物流の姿 持続可能な物流に向けて」（『運輸と経済』83巻3号、交通経済研究所、pp.98-101、2023年）CRID 1520858707666373248
- 「持続可能な物流に向けた2024年問題とその対応」（『物流問題研究』73巻、流通経済大学物流科学研究所、pp.38-45、2022年）CRID 1520013474480996992
- 「ネット通販を支える物流の労働力問題」（『運輸と経済』76巻6号、交通経済研究所、p85-90、2016年）CRID 1520854805190691456
- 「トラック輸送およびトラックドライバーと高速道路」（『高速道路と自動車』56巻5号、高速道路調査会、pp.11-14、2013年）CRID 1523951030059743104
- 「規制緩和による物流・トラック輸送への影響」（『日本紡績月報』654号、日本綿業技術・経済研究所、pp.23-33、2002年）CRID 1521136279873347200
- 「物流事業者による共同配送の現状と課題」（『季刊輸送展望』254号、日通総合研究所、pp.27-33、2000年）CRID 1521980705228554240
- 「物流業界再編の背景と今後の展開」（『季刊輸送展望』249号、日通総合研究所、pp.33-40、1999年）CRID 1524232505371366912

他多数

## 講演・シンポジウム等
- 「物流課題の解決に向けて企業に求められる取り組み」（「持続可能ないばらきの物流構築のための第2回共創セミナー」、一般社団法人 茨城県トラック協会、2024年）[6]
- 「物流2024年問題への対応と円滑な価格転嫁に向けた取組みについて」（「物流2024年問題理解促進・価格転嫁セミナー」、熊本県商工会連合会、2024年）[7]
- 「物流の2024年問題 /持続可能な物流に向けた対応」（公益社団法人 長野県トラック協会、2024年）[8]
- 「荷待ち時間の改善に向けた対応策」（「物流の2024年問題　実践的改善セミナー」、一般社団法人 愛知県トラック協会、2023年）[9]
- 「物流の働き方改革～荷主に取り組んでいただきたいこと～」（「物流の2024年問題～持続可能な物流の実現に向けて、荷主企業ができることとは？～ 」、名古屋商工会議所、2023年）[10]
- 「物流の2024年問題と今後の対応」（「物流の2024年問題セミナー」、高知県、2023年）[11]
- 「持続可能な物流の実現に向けて・・・今できること」（「トラック事業の2024年問題セミナー」、国土交通省中部運輸局自動車交通部、2023年）[12]
- 「～2024年問題の解決へ～持続可能な物流の実現に向けた検討会を例に徹底解説!」（「ロジスティクス全国大会2023」、公益社団法人 日本ロジスティクスシステム協会、2023年）[13]
- 「2024年問題の影響により、変わるコトと今後の対策について」（「農林水産物販売戦略シンポジウム」、徳島県、2023年）[14]
- 「幹線輸送効率化方策調査の概要」（「物流効率化セミナー～「担い手にやさしい物流」の実現に向けた幹線輸送効率化の取組～」、国土交通省、2021年）[15]
- 「物流を取り巻く環境変化と今後の動向～中小・小規模事業者への影響は？～ 」（東京商工会議所、2017年）[16]

他多数

## 公的な職務（過去のものを含む）
- 「持続可能な物流の実現に向けた検討会」委員（国土交通省、経済産業省、農林水産省）[17]
- 「引越事業者優良認定制度審査委員会」委員（全日本トラック協会）[5]

ほか

## 所属学会
- 日本物流学会[2]